# Periboeum ocellatum
Periboeum ocellatum là một loài bọ cánh cứng trong họ Cerambycidae.